# انتخابات الرئاسة البنينية 2016
انتخابات الرئاسة البنينية 2016 هي الانتخابات الرئاسية التي جرت في 6 مارس 2016، في بنين، لانتخاب رئيس جمهورية بنين ‏، فاز بالانتخابات باتريس تالون.